# If You Love Somebody Set Them Free
If You Love Somebody Set Them Free è il primo singolo estratto dal primo album solista di Sting, The Dream of the Blue Turtles del 1985. È anche la traccia di apertura dell'album, e compare nelle raccolte Fields of Gold: The Best of Sting 1984-1994 e The Very Best of Sting & The Police.

## Informazioni sulla canzone
Come gran parte dell'album, la canzone presenta forti influenze jazz, ed è stata un grande successo, piazzandosi alla prima posizione nella Mainstream Rock Songs per tre settimane. Negli Stati Uniti ha inoltre raggiunto il terzo posto della Billboard Hot 100 e il 17º posto della Hot R&B Singles. Ha avuto meno successo nel Regno Unito, dove si è fermata al 26º posto della Official Singles Chart.
Esibizioni dal vivo del brano appaiono nell'edizione DVD di Bring on the Night e nelle edizioni CD e DVD di ...All This Time.
Una parte della canzone è stata poi utilizzata nel singolo di Sting del 1987 We'll Be Together dall'album ...Nothing Like the Sun.
Sting ha cantato il brano durante lo speciale concerto tributo per i 70 anni di Nelson Mandela del 1988. La canzone è stata inoltre eseguita da Sting durante i BRIT Awards del 1995 alla Earls Court Arena assieme alla cantante Heather Small degli M People, in una versione più dance accompagnata da un potente coro gospel.
Sting ha affermato di aver scritto la canzone come "antidoto" alla hit dei Police del 1983, anch'essa composta da lui, Every Breath You Take. Il titolo della canzone è stato parodiato da Dead Milkmen nel pezzo If You Love Somebody, Set Them on Fire contenuto nell'album Metaphysical Graffiti del 1990.

## Il singolo
Il lato B del singolo è una registrazione in studio della canzone Another Day che apparirà l'anno successivo in versione live nell'album dal vivo Bring on the Night.
Le edizioni statunitensi e francesi del singolo contengono due remix di If You Love Somebody Set Them Free: il "Jellybean Mix" di John 'Jellybean' Benitez e il "Torch Mix" di William Orbit.

## Video musicale
Il video musicale della canzone è stato diretto dal duo Godley & Creme nel 1985. Il video è stato girato a Parigi in un teatro di posa. A ciascun musicista è stata fatta eseguire separatamente la propria parte, ed il tutto è stato poi montato e unito nella versione finale con un particolare effetto: i musicisti che non suonano sono in fermo immagine (le due coriste) o in parziale dissolvenza (Marsalis al sassofono) mentre quando sono impegnati riacquistano il movimento o la piena visibilità.

## Tracce
Edizione canadese (AM-2738)
1. If You Love Somebody Set Them Free – 4:14
2. Another Day – 3:59

Edizione statunitense (SP-12132)
1. If You Love Somebody Set Them Free (remix esteso di John "Jellybean" Benitez) – 8:00
2. If You Love Somebody Set Them Free – 4:14
3. If You Love Somebody Set Them Free (Torch Song Mix; prodotto da William Orbit) – 4:52
4. Another Day – 3:59

Edizione promozionale statunitense (SP-17324)
1. If You Love Somebody Set Them Free – 4:14
2. If You Love Somebody Set Them Free – 4:14

Edizione francese (392 018-1)
1. If You Love Somebody Set Them Free (Torch Song Mix; prodotto da William Orbit) – 4:52
2. If You Love Somebody Set Them Free (remix di John "Jellybean" Benitez) – 8:00
3. If You Love Somebody Set Them Free – 4:14
4. Another Day – 3:59

## Classifiche

### Classifiche settimanali
| Classifica (1985)             | Posizione massima |
| ----------------------------- | ----------------- |
| Australia                     | 18                |
| Austria                       | 28                |
| Belgio (Fiandre)              | 13                |
| Canada                        | 5                 |
| Francia                       | 23                |
| Irlanda                       | 15                |
| Italia                        | 7                 |
| Nuova Zelanda                 | 6                 |
| Paesi Bassi                   | 38                |
| Regno Unito                   | 26                |
| Spagna                        | 25                |
| Stati Uniti                   | 3                 |
| Stati Uniti (mainstream rock) | 1                 |
| Stati Uniti (R&B)             | 17                |
| Svezia                        | 19                |

### Classifiche di fine anno
| Classifica (1985) | Posizione |
| ----------------- | --------- |
| Australia         | 172       |
| Canada            | 41        |
| Italia            | 33        |
| Stati Uniti       | 55        |